# 興国県
興国県（こうこく-けん）は中華人民共和国江西省贛州市に位置する県。

## 行政区画
- 鎮:瀲江鎮、江背鎮、古竜崗鎮、梅窖鎮、高興鎮、良村鎮、竜口鎮、城崗鎮、永豊鎮
- 郷:興江郷、樟木郷、東村郷、興蓮郷、傑村郷、社富郷、埠頭郷、隆坪郷、均村郷、茶園郷、崇賢郷、楓辺郷、南坑郷、方太郷、鼎竜郷、長岡郷

## 交通

### 鉄道
- 中国国家鉄路集団
  - 昌贛旅客専用線（中国語版）
    - 興国西駅

  - 京九線、興泉線（中国語版）
    - 興国駅

### 道路
- 高速道路
  - 泉南高速道路
  - 南韶高速道路
- 国道
  - G319国道